# Doom 3: Resurrection of Evil
Doom 3: Resurrection of Evil é um jogo de terror de sobrevivência e tiro em primeira pessoa desenvolvido pela Nerve Software e publicado pela Activision. Foi lançado para Microsoft Windows em todo o mundo em 4 de abril de 2005, como um pacote de expansão e sequência de Doom 3 e em 5 de outubro de 2005, para o console Xbox. A versão xbox não requer o Doom 3 original para jogar e inclui o The Ultimate Doom, Doom II: Hell on Earth e Master Levels para Doom II.  Uma versão remasterizada de Resurrection of Evil foi incluída em Doom 3: BFG Edition.
O jogo apresenta oito modos de jogo multijogador. Resurrection of Evil apresenta doze novos níveis para um jogador, seis novos inimigos, incluindo o caçador, quatro novos mapas multijogador, bem como novas armas, como a espingarda de cano duplo originada de Doom II.

## Jogabilidade
Resurrection of Evil adiciona dois novos recursos principais à jogabilidade que o jogador pode usar ao longo do jogo. A primeira é uma ferramenta desenvolvida originalmente para Doom 3; "o agarrador". O Grabber, como a "arma de gravidade" do jogo Half-Life 2, é uma arma baseada na física que permite ao jogador pegar e mover certos itens. Também permite ao jogador pegar bolas de fogo e jogá-las de volta no inimigo. Resurrection of Evil foi alvo de algumas críticas sobre o uso do Grabber devido à popularidade anterior da arma semelhante em Half-Life 2. Os desenvolvedores comentaram que a ferramenta estava originalmente em Doom 3 antes de Half-Life 2, e foi usada  criar salas "danificadas" em vez de construir uma sala em ruínas, eles construiriam uma sala imaculada e usariam o agarrador para "danificá-la" de forma realista
Existem três diferenças principais entre o Grabber e a Gravity Gun. A primeira é que o Grabber tem carga limitada e, portanto, só pode segurar um objeto por alguns segundos. A segunda é que o Grabber cria um efeito de distorção que pode obscurecer a visão do jogador quando em uso. A terceira, e de longe a mais importante em termos de impacto na jogabilidade, é que o Grabber pode capturar e lançar projéteis e pequenas criaturas, enquanto a arma gravitacional não. Isso a torna a melhor arma para derrotar vários tipos de monstros, incluindo a Alma Perdida, o Querubim e o Trite, que pode lançar e matar imediatamente, e o Diabrete, o Cacodemônio, o Cavaleiro do Inferno e o Vulgar, cujos projéteis ele pode pegar e lançar.  voltar. Não pode capturar mísseis Revenant.
O segundo recurso adicional é o Artefato. O Artefato tem três habilidades, cada uma das quais fica disponível após derrotar um dos três primeiros monstros “chefes” da expansão. O mais comentado é o "tempo do inferno", efeito que altera a percepção do jogador para câmera lenta, exceto nos próprios movimentos do jogador. Este efeito é notável, já que algo semelhante foi originalmente introduzido como o novo elemento chave de jogabilidade de Max Payne, e mais tarde usado no jogo F.E.A.R. de 2005.
A versão do Xbox adiciona uma novidade exclusiva à jogabilidade: a lanterna agora é acoplada diretamente a uma arma. Na versão para PC de Resurrection of Evil, assim como em qualquer versão de Doom 3, os jogadores não podem empunhar uma lanterna e uma arma ao mesmo tempo, forçando-os a alternar constantemente entre as duas. Muitos jogadores pediram que tal recurso fosse implementado após o lançamento do jogo original, e vários mods foram lançados para atender a isso. Porém, na versão Xbox, a lanterna é montada na pistola – a arma de fogo mais básica do jogo – e não pode ser montada em armas mais poderosas.
Outra adição é a espingarda de cano duplo. Ela usa a mesma munição da espingarda normal, mas dispara dois projéteis ao mesmo tempo, oferecendo um poder de parada muito maior e matando a maioria dos inimigos com um tiro. A desvantagem é que a cada tiro a arma deve ser recarregada para poder ser usada novamente. Portanto, lembra a super espingarda de cano duplo de Doom II: Hell on Earth.
As capacidades de munição para as armas também aumentaram (por exemplo, a capacidade de munição da Arma de Plasma aumentou de 450 para 500 cartuchos). Existem três novos minijogos em gabinetes de arcade utilizáveis ao longo do jogo, ao contrário do jogo único "Super Turbo Turkey Puncher 3" encontrado no original. "Sarge's Big Game Hunt" é um jogo de artilharia, Hellanoid é um clone de Arkanoid e "Martian Buddy Blaster" é um jogo de tiro.
Também na expansão estava a inclusão de quatro novos monstros, sem contar as criaturas chefes. O primeiro novo monstro (também o primeiro monstro visto no jogo) é o Forgotten One, uma variante de Lost Soul. Assemelha-se mais às Almas Perdidas dos jogos originais, sendo uma caveira com chifres em chamas sem quaisquer partes cibernéticas. A segunda adição é o Vulgar. Está intimamente relacionado ao Imp e se comporta quase exatamente como um. O modelo usado para o Vulgar foi o modelo original do Archvile visto nas primeiras varreduras de Doom 3. A terceira nova adição é o Bruiser. Quase do mesmo tamanho de um Cavaleiro do Inferno, ele tem um monitor de computador montado em seu rosto que exibe uma das várias imagens na tela, incluindo um olho quando vê o jogador e um conjunto de mandíbulas com dentes afiados e brilhantes. O quarto é o Bio-Suit Zombie, encontrado apenas em uma breve passagem por um túnel de esgoto.

## Sinopse
Em 2147, dois anos após os acontecimentos de Doom 3, a UAC detecta um sinal estranho de um dos seus satélites marcianos e, consequentemente, envia uma equipa para investigar.  Depois disso, a equipe encontra um Artefato e as forças do Inferno são alertadas e iniciam uma nova invasão. O jogador, um engenheiro de combate naval que descobre o dispositivo infernal, deve abrir caminho pela base para chegar ao médico, perseguido por demônios. McNeil, um personagem invisível em Doom 3, foi o denunciante que notificou o conselheiro Elliot Swann e Jack Campbell sobre as atividades misteriosas de Malcolm Betruger no início de Doom 3.
O fuzileiro naval finalmente a encontra, e ela o incumbe de impedir a invasão, devolvendo o artefato ao Inferno. Em suas jornadas ele derrota os três Hell Hunters (demônios que deveriam encontrar o Artefato) e absorve seus poderes no antigo dispositivo.
O fuzileiro naval chega ao Inferno e abre caminho até Betruger, que se tornou o Maledict, semelhante a um dragão. Depois de alguma luta, Betruger morde o fuzileiro naval, mas antes que ele possa comê-lo, o fuzileiro naval empurra o artefato na garganta de Betruger, fazendo-o se desmaterializar.  Apenas seu crânio permanece. O jogo termina com uma luz branca brilhante, seguida pela voz de McNeil dizendo: "Marine?... Bem-vindo ao lar."

## Desenvolvimento
O desenvolvimento de Resurrection of Evil foi anunciado pela id Software em outubro de 2004. Enquanto Doom 3 foi desenvolvido pela id Software, Resurrection of Evil foi desenvolvido pela Nerve Software e a Activision continuaria sendo a publicadora.

## Recepção
Resurrection of Evil recebeu críticas em sua maioria favoráveis; a versão para Windows possui uma pontuação de 78/100 no site agregador de análises Metacritic, enquanto a versão Xbox é avaliada em 77/100.